# Coppa Italia Lega Nazionale Pallacanestro 2004
La Coppa Italia Lega Nazionale Pallacanestro 2004 è stata organizzata per squadre di Serie B d'Eccellenza, B2 e C1.
Gli incontri di finale si sono svolti tra il 7 e l'8 aprile 2004 presso il Palaloniano di Rieti

## Serie B d'Eccellenza
Si qualificano per giocarsi la Coppa Italia di categoria le prime 2 classificate di ogni girone, che si incontrano (le prime incontrano le seconde dell'altro girone) in due partite. La partita di ritorno la gioca in casa la squadra classificata al primo posto.

### Fase di qualificazione
Andata: 14 gennaio; ritorno: 28 gennaio
| Squadra 1                       | Totale  | Squadra 2                        | Andata | Ritorno |
| ------------------------------- | ------- | -------------------------------- | ------ | ------- |
| Premiata Calzature Montegranaro | 148-163 | Basket Draghi Castelletto Ticino | 77-80  | 71-83   |
| VemSistemi Forlì                | 161-165 | Tris Rieti                       | 82–85  | 79-80   |

### Finale
| Rieti 8 aprile 2004 | Tris Rieti | 79 – 67 | Basket Draghi Castelletto Ticino | Palaloniano |

## Serie B2

### Fase di qualificazione
| Squadra 1              | Totale  | Squadra 2                       | Andata | Ritorno |
| ---------------------- | ------- | ------------------------------- | ------ | ------- |
| Barzetti Senigallia    | 134-149 | Lo.I. Monza                     | 68-58  | 66-91   |
| Fortunato Uomo Salerno | 132-165 | Sapori di Sardegna Porto Torres | 71-85  | 61-80   |

### Finale
| Rieti 7 aprile 2004 | Sap. di Sardegna P. Torres | 67 – 60 | LO.I. Monza | Palaloniano |

## Serie C1

### Fase di qualificazione
- Concentramento A

|  | Semifinali             | Semifinali             | Semifinali     |                |                 | Finale          | Finale | Finale |  |
|  |                        |                        |                |                |                 |                 |        |        |  |
|  | Manica Rovereto        | Manica Rovereto        | 84             |                |                 |                 |        |        |  |
|  | Manica Rovereto        | Manica Rovereto        | 84             |                |                 |                 |        |        |  |
|  | Acmar Ravenna          | Acmar Ravenna          | 82             |                |                 |                 |        |        |  |
|  | Acmar Ravenna          | Acmar Ravenna          | 82             |                | Manica Rovereto | Manica Rovereto | 79     |        |  |
|  |                        |                        |                |                | Manica Rovereto | Manica Rovereto | 79     |        |  |
|  |                        |                        | Tesmed Bergamo | Tesmed Bergamo | 73              |                 |        |        |  |
|  | Tesmed Bergamo         | Tesmed Bergamo         | Tesmed Bergamo | Tesmed Bergamo | 73              | 87              |        |        |  |
|  | Tesmed Bergamo         | Tesmed Bergamo         |                |                |                 |                 |        |        |  |
|  | Maxerre Viaggi Voghera | Maxerre Viaggi Voghera | 81             |                |                 |                 |        |        |  |

- Concentramento B

|  | Semifinali                         | Semifinali                         | Semifinali     |                |                 | Finale          | Finale | Finale |  |
|  |                                    |                                    |                |                |                 |                 |        |        |  |
|  | Mazzanti Empoli                    | Mazzanti Empoli                    | 94             |                |                 |                 |        |        |  |
|  | Mazzanti Empoli                    | Mazzanti Empoli                    | 94             |                |                 |                 |        |        |  |
|  | 2T Sports Santa Maria degli Angeli | 2T Sports Santa Maria degli Angeli | 90             |                |                 |                 |        |        |  |
|  | 2T Sports Santa Maria degli Angeli | 2T Sports Santa Maria degli Angeli | 90             |                | Mazzanti Empoli | Mazzanti Empoli | 90     |        |  |
|  |                                    |                                    |                |                | Mazzanti Empoli | Mazzanti Empoli | 90     |        |  |
|  |                                    |                                    | Info&tel Melfi | Info&tel Melfi | 94              |                 |        |        |  |
|  | Info&tel Melfi                     | Info&tel Melfi                     | Info&tel Melfi | Info&tel Melfi | 94              | [ 2 ]           |        |        |  |
|  | Info&tel Melfi                     | Info&tel Melfi                     |                |                |                 |                 |        |        |  |
|  | L'Isola d'Oro Cefalù               |                                    |                |                |                 |                 |        |        |  |

### Finale
| Rieti 7 aprile 2004 | Manica Rovereto | 80 – 75 | Info&tel Melfi | Palaloniano |

## Verdetti
- Vincitrice della Coppa Italia di B d'Eccellenza: Tris Rieti
- Vincitrice della Coppa Italia di B2: Sapori di Sardegna Porto Torres
- Vincitrice della Coppa Italia di C1: Manica Rovereto